# My Favourite Faded Fantasy
Mi Fantasía Desvanecida Favorita es el tercer álbum de estudio por cantante, compositor y productor irlandés, Damien Rice. El álbum se lanzó en Irlanda el 31 de octubre de 2014 y posteriormente en otros territorios el 3 de noviembre y luego lanzado en vinilo el 7 de noviembre de 2014, casi ocho años desde el lanzamiento de su álbum anterior, 9. El álbum fue producido por Rick Rubin.

## Recepción
En Metacritic, el cual asigna un índice normalizado fuera de 100 a revisiones de críticos de música, el álbum ha recibido una puntuación regular de 76, indicando "generalmente favorable", basado en 15 revisiones. Jessica Goodman y Ryan Kistobak de The Huffington Post incluyeron el álbum en su lista de 2014 de los mejores lanzamientos en 2014, declarándolo como "un recordatorio devastador de que el amor te desmorona y las fantasías son pura ficción". Goodman elogió la "delicada voz de Rice" refiriéndose a ella como "siniestra y familiar".

## Lista de canciones
| N.º | Título                         | Duración |  |
| 1.  | «My Favourite Faded Fantasy»   | 6:12     |  |
| 2.  | «It Takes a Lot to Know a Man» | 9:33     |  |
| 3.  | «The Greatest Bastard»         | 5:04     |  |
| 4.  | «I Don't Want to Change You»   | 5:26     |  |
| 5.  | «Colour Me In»                 | 5:18     |  |
| 6.  | «The Box»                      | 4:27     |  |
| 7.  | «Trusty and True»              | 8:09     |  |
| 8.  | «Long Long Way»                | 6:21     |  |

| Limited edition box set bonus track |              |          |  |
| N.º                                 | Título       | Duración |  |
| 9.                                  | «Camarillas» | 2:44     |  |

## Equipo
- Damien Rice @– voz, guitarra acústica (1@–8), guitarra eléctrica (1), piano (1, 2, 4@–7), clarinete (1, 8), pandereta (1), sonidos y percusión (2), armonio (5, 6), graves (7, 8), armonio (8)
- Joel Shearer @– crotales (1, 8), pandereta (1), shaker (1), marejadas de guitarra eléctrica (1), graves (2, 6, 7), sonidos y percusión (2), guitarra eléctrica (2, 4, 8), cuatro (7), muted guitar (7), dulcimer (7), platillos (7), Wurlitzer (8), campanas (8), vibrafóno (8), piano (8), celeste (8), glockenspiel (8), repiques (8), guitarra acústica (8), armonio (8)
- Zac Rae @– Wurlitzer (1, 4), plataforma (1), piano de tachuelas (1), vibrafóno (2), Órgano Hammond (3, 4), piano (4)
- David Rawlings @– archtop guitarra (1, 7), respaldando vocals (7)
- Cora Venus Lunny @– violín (1@–4, 7), respaldando vocals (1, 2, 7), viola (2, 3)
- Borgar Magnason @– Contrabajo (1, 3, 5, 7)
- Sólrún Sumarliðadóttir @– cello (1)
- Julia Mogensen @– cello (1, 2, 5, 6, 8)
- Shahzad Ismaily @– Bajos (1, 2, 4), tambores (6, 8), shaker (6), piso tom (7), Hammond órgano (8), platillos (8), crotales (8), Moog (8), cowbell (8)
- Magnús Trygvason Eliassen @– Tambores (1)
- Earl Harvin @– percusión (1), tambores (4), pandereta (4)
- Helgi Jónsson @– trombone (1, 2, 3, 6, 8), respaldando vocals (2)
- James Gadson @– tambores (2)
- Alex Somers @– dechado (2@–4, 8), bombo (3), sub graves (3), arpa (4)
- Deron Johnson @– piano (2, 3), Órgano Hammond (1)
- Tina Dico @– respaldando voz (2)
- Bryndis Halla Gylfadottir @– cello (3, 4)
- Frank Aarnink @– tympani (3), gong (3), platillos (3)
- Una Sveinbjarnardottir @– Violín (5, 6, 8), viola (8)
- Markéta Irglová @– Piano (6), voz (8)
- Gyda Valtisdottir @– cello (6, 8), respaldando voz (8)
- Victor Indrizzo @– tambores (7)
- Marlana Sheetz @– Respaldando voz (1, 8)
- Andrew Heringer @– respaldando voz (7)
- Robbie Arnett @– respaldando voz (7, 8)
- Rónán Ó Snodaigh @– bodhran (7), respaldando vocals (7)
- Colm Ó Snodaigh @– Pito de lata (7)
- Emil Friðfinnsson @– cuerno francés (8)

## Desempeño comercial
En Canadá, el álbum debutó el número ocho en el Gráfico de Álbumes canadiense, vendiendo solamente 4,000 copias.

## Gráficos
| Gráficos (2014)                    | Posición Alta |
| ---------------------------------- | ------------- |
| Australia (ARIA)                   | 25            |
| Austria (Ö3 Austria)               | 19            |
| Bélgica (Ultratop flamenca)        | 4             |
| Bélgica (Ultratop valona)          | 15            |
| Canadá (Billboard Canadian Albums) | 8             |
| Dinamarca (Hitlisten)              | 38            |
| Países Bajos (Album Top 100)       | 2             |
| Francia (SNEP)                     | 48            |
| Alemania (Offizielle Top 100)      | 13            |
| Irlanda (IRMA)                     | 1             |
| Italian Albums (FIMI)              | 10            |
| Nueva Zelanda (Recorded Music NZ)  | 33            |
| España (PROMUSICAE)                | 26            |
| Suiza (Schweizer Hitparade)        | 5             |
| Reino Unido (UK Albums Chart)      | 7             |
| Estados Unidos (Billboard 200)     | 15            |

| Chart (2014)                       | Position |
| ---------------------------------- | -------- |
| Belgian Albums (Ultratop Flanders) | 78       |
| Dutch Albums (Album Top 100)       | 78       |

| Chart (2015)                       | Position |
| ---------------------------------- | -------- |
| Belgian Albums (Ultratop Flanders) | 77       |